# Ана Велејер-Костер
Ана Велејер-Костер (фр. Anne Vallayer-Coster) је била француска сликарка из 18. века која је позната по својим сликама мртве природе. Славу и признање постигла је врло рано у својој каријери,примљена је на Краљевску академију за сликарство и скулптуру 1770, у двадесет шестој години.
Упркос ниском статусу који је у то време имало сликање мртве природе, Велејер-Костерине високо развијене вештине, посебно у приказивању цвећа, убрзо су изазвале велику пажњу колекционара и других уметника.Њен „непроцењив таленат и одушевљене критике“ привукли су јој пажњу суда, где се Марија Антоанета посебно занимала за слике Ане Валајер.
Њен живот био је приватан, достојанствен и вредан. Преживела је крвопролиће владавине терора, али пад Француске монархије, који су били њени примарни покровитељи, проузроковао је пад њене репутације.
Поред мртве природе, сликала је портрете и жанровске слике, али због ограничења која су у то време била постављена над женама, њен успех у ликовном сликању био је ограничен. 

## Биографија

#### Младост
Рођена 1744. године на обали Биевре близу Сене, Велејер-Костер је била једна од четири ћерке златарa краљевске породице Гобелинс. Породични посао таписерије уметнице могао је имати неки утицај на њено интересовање и умеће у уметности. Многе њене слике заиста су копиране на таписерију у фабрици гоблена породице Гобелинс. Пошто је детињство провела у фабрици, имала је прилику да искуси целокупно пословање предузећа. Њен отац је 1754. преселио породицу у Париз. Чини се да Велејер-Костер није ушла у студио професионалног сликара, вероватно зато што је у то време било непристојно да мушкарац пдоучава једну жену која држи до угледа. Као и друге жене уметнице тог времена, и њу је отац успешно подучавао; али такође је учила из других извора, укључујући ботаничарку Медлин Баспорт и прослављеног сликара морских мотива Јосепа Вернет-а. 
До двадесет шесте године Велејер-Костер је још увек је била без имена или спонзора; ово се за њу показало као забрињавајућа ствар. 1770. године предала је две слике мртве природе - "Атрибути сликарства" и "Атрибути музике" (обе сада у поседу Лувра)  -Краљевској академији за сликарство и скулптуру.  Једногласно је изабрана у Краљевску академију чим су академици видели њене слике, што је чини једном од само четири жене примљене у Академију пре Француске револуције.  Овај тренутак успеха је, међутим, засенила смрт њеног оца. Мајка је одмах преузела породични посао, што је био чест случај у то време, а Ана је наставила да ради да би издржавала породицу. 
Заједно са њеним Атрибути сликарства, Скулптуре и Архитектуре и Атрибутима музике и још девет њених слика, од којих су неке претходно предате академицима, било је изложено на изложби Салона 1771. Коментаришући изложбу Салона из 1771. године, енциклопедиста Денис Дидерот приметио је да „када би сви нови чланови Краљевске академије направили представу попут представе госпођице Велејер и одржали исти висок ниво квалитета, Салон би изгледао сасвим другачије!“  Иако је позната по сликама мртве природе у овом периоду, позната је и по портретима, а њен Портрет виолинисте из 1773, купио је Национални музеј 2015. године.
Велејер-Костер изложила је своју прву цветну мртву природу 1775. године, а касније је постала позната посебно као сликар цвећа.  Четири године касније почела је да ужива покровитељству Марије Антоанете. Својим дворским везама и притиском Марије Антоанете, добила је простор у Лувру 1781. године, што је било необично за уметнице.  Убрзо након тога, у присуству Марије Антоанете на дворовима у Версају, удала се за Жан-Пјера Силвесера Костера, богатог адвоката, парламентарца и поштованог члана моћне породице из Лорене. Марија Антоанета потписала је брачни уговор као сведок.   Са овим насловима долазили су највиши чинови буржоазије, племићи из Робе. Са тако престижном титулом дошла је државна канцеларија која се традиционално у то време наслеђивале од оца на сина, чинећи их готово неодвојивим од старог племства. 

#### Каријера
Рано је препозната као надарена уметница након што је изабрана за сарадника и пуноправног члана Краљевске академије 1770. Њене стратегије у покретању и одржавању професионалне каријере биле су бриљантне. Изузетно је то што је постала члан Академије и успела у истакнутој професионалној каријери крајем 18. века, када се отпор женама у друштву продубљивао, а Академија се држала строгих правила да не прими жене у своје редове. Уобичајена слика Велејер-Костер била је не само као врла уметница, већ и као вешт дипломата и преговарач, оштро свесна интереса својих потенцијалних покровитеља и сопственог необичног положаја истакнуте уметнице.

#### Касније године
Јакобинском диктатуром 1793. древни режим, који је до тада подржавао Велејер-Костера нестаје. Упркос свом племенитом статусу и вези са престолом, Велејер-Костер је успела да избегне пандемонијум Француске револуције 1789. године,  али пад Француске монархије утицао је на њену каријеру. Постоје докази да је током овог периода опадања Велејер-Костерове каријере радила у фабрици таписерија Гобелинс као средство за наставак својих уметничких напора.  Иако је током Наполеонове владавине царица Жозефина од ње стекла два дела 1804. године, њен углед је умањен. Велејер-Костер се концентрисала на цветне слике у уљу, акварелу и гвашу. 
1817. излаже Мртву природу са јастогом у париском салону.  На овој, својој последњој изложеној слици, успела је, како је стручњак назвао, „круном њене каријере“ , приказујући већину њених претходних предмета заједно у делу које је поклонила поново крунисаном краљу Лују XVIII. Постоје неки докази да га је Велејер-Костер дала краљу као израз њене оданости и верне присталице Бурбона током бурних година Револуције и наполеонског империјализма. 

Умрла је 1818. у седамдесет и трећој години, насликавши више од 120 мртвих природа, увек са препознатљивим колористичким сјајем.

## Дела

#### Стил и техника
Велејер-Костер је углавном радила на врстама мртве природе развијеним током 17. и 18. века.  Конвенционални морал спречавао је уметнице да сликају акт, што је био неопходан темељ за вишестилове. Мртва природа, која се сматра најмање интелектуалном из жанра и најнижом у академској хијерархији, сматрала се зато одговарајућом темом за уметнице. Прихватајући ово ограничење да би стекла приступ академији, главном каналу краљевског покровитељства, Велејер-Костер је своје невероватне техничке способности посветила мртвој природи, стварајући дела неспорне озбиљности и стварног визуелног квалитета. 

Велајер-Костер је за већину својих слика користила технику уље на платну. Постигла је велику веродостојност у приказивању материјала и текстуре прецизним и финим потезима четке.  Према историчарки уметности Марине Роланд Мичел, то су биле „смеле, декоративне линије њених композиција, богатство боја и симулираних текстура и подвизи илузионизма које је постигла приказујући широку палету предмета, како природних, тако и вештачких“  која је скренула пажњу Краљевске академије и бројних колекционара који су купили њене слике. Ова интеракција између уметности и природе била је прилично честа у холандским, фламанским и француским мртвим природама.  Њен рад открива јасан утицај Жан Батист Симеон Шарден-а, као и холандских мајстора из 17. века, чији је рад много више цењен. Оно по чему се стил Велејер-Костер истакао у односу на остале сликаре мртве природе, био је њен јединствени начин спајања репрезентативног илузионизма са декоративним композиционим структурама.   Њен циљ је био, дати аспект величине свему што је насликала; чинећи тако, створила је додатни осећај стабилности и пуноће. Критичар Џон Хабер, који њен рад описује као недостатак унутрашњости, каже да су се чврстина и охрабрујућа материјалност њених композиција свидели елитним банкарима и аристократама. Они су ценили њено приказивање "контрастних фурнира различитих шума" или "екстравагантне колекције корала и шкољке, ствари које су требале да настану годинама и које ће да трају у деценијама које долазе “. 

#### Изложбе
У 2002-2003. Више од тридесет и пет Валејер-Костерових слика, које су обезбедили музеји и приватни колекционари Француске и Сједињених Држава, било је изложено у Националној галерији уметности, Фрикова колекција и Музеј Лепих Уметности у Нансију.   Изложба „Ане Валајер Костер: Сликар на двору Марије Антоанете“ била је прва изложба која је пружила правилан, свеобухватан приказ њених слика. Организовао га је Музеј уметности у Даласу, а кустос је Еик Кан.   Изложба је укључивала додатна дела Шардина, њеног старешине и прослављеног мајстора сликања мртве природе, и њеног савременика Хенри-Хораце Роланд Делапорт, између осталих. У јуну 2015. године, Национални музеј је својој колекцији француског сликарства из 18. века додао Велајер-Костерин Портрет виолинисте из 1773. Национални музеј такође поседује Велејер-Костерину Мртву Природу из 1775. са Бриошом, Воћем и Поврћем и њену недатирану минијатурну Цветну Мртву Природу.  У марту 2019. године, Музеј уметности Кимбел набавио је Велајер-Костерину слику из 1787. године под насловом Мртва Природа са Скушама. 

## Радови Ане Велајер-Костер
- Биста Минерве са оклопом и оружјем на каменој ивици(1777)
- Дама која пише и њена ћерка (1775)
- Attributes of Painting, Sculpture, and Architecture (1769)
- Attributes of Music (1770)
- Мртва Природа са Шунком (ca. 1767)
- Still-Life with Tuft of Marine Plants, Shells and Corals (1769)
- Букет цвећа у чаши воде (ca. 1774)
- Still Life with Lobster (ca. 1781)
- Ваза цвећа са Шкољком (1780)